# Stade Vorskla
Le stade Vorskla (en ukrainien : Стадіон Ворскла) qui est baptisé Oleksiy-Butovskyy est un stade de Poltava. Le stade a été inauguré le 2 mai 1951 et a une capacité de 24 795 places et pour club résident le FC Vorskla Poltava.

## Événements
- Supercoupe d'Ukraine de football 2008, 15 juillet 2008
- Supercoupe d'Ukraine de football 2011, 5 juillet 2011

## Galerie

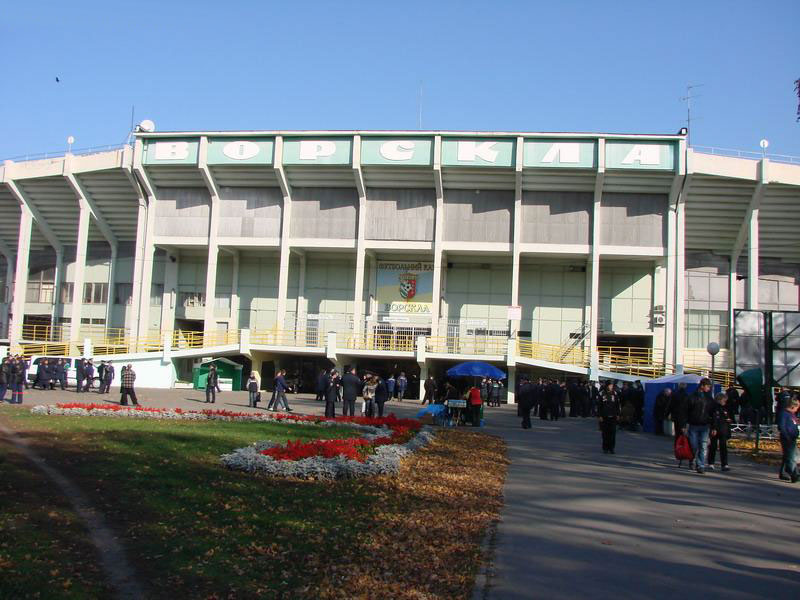
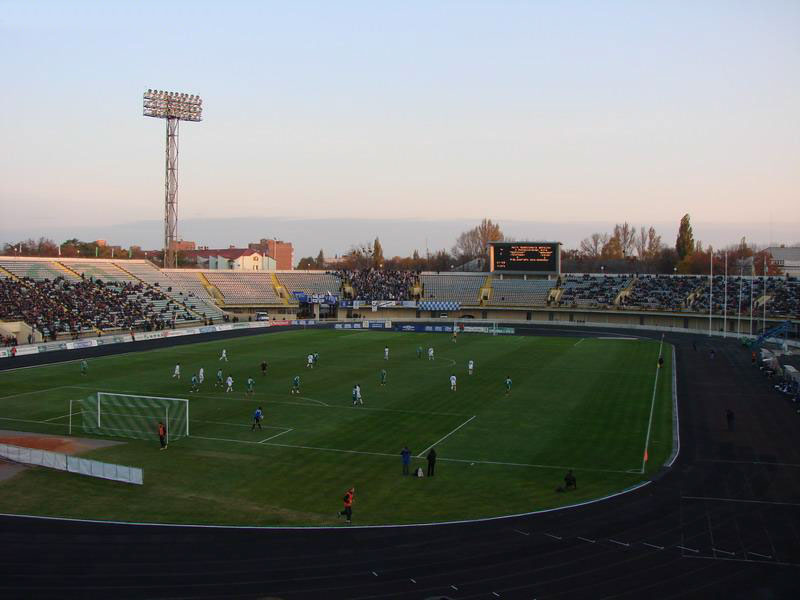
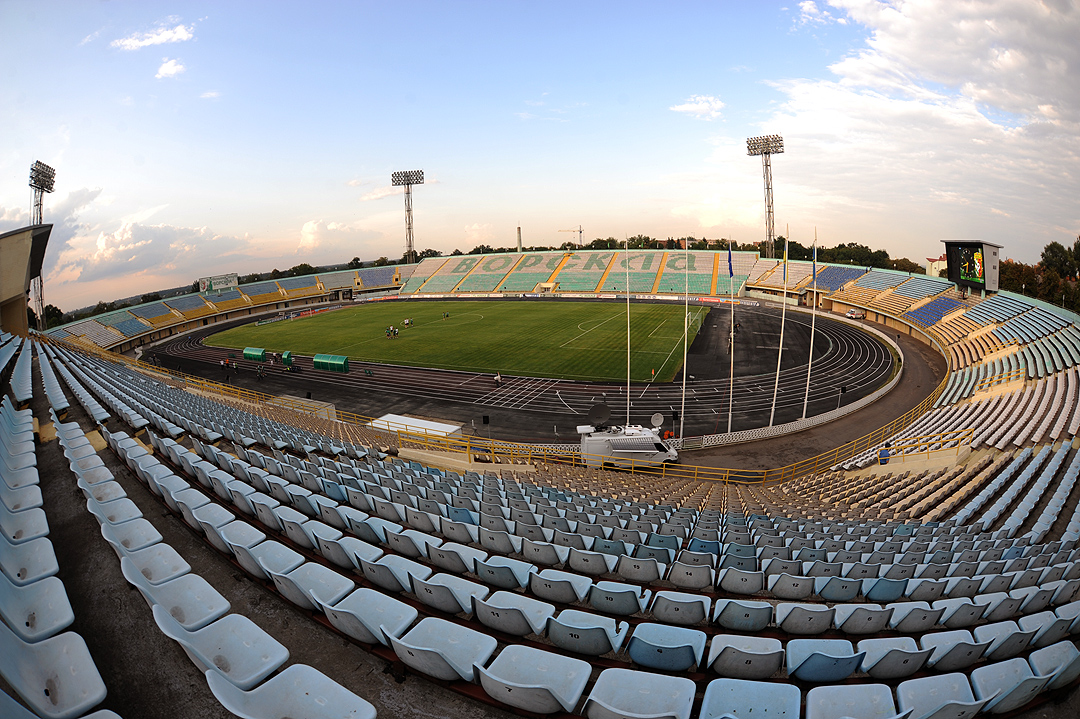
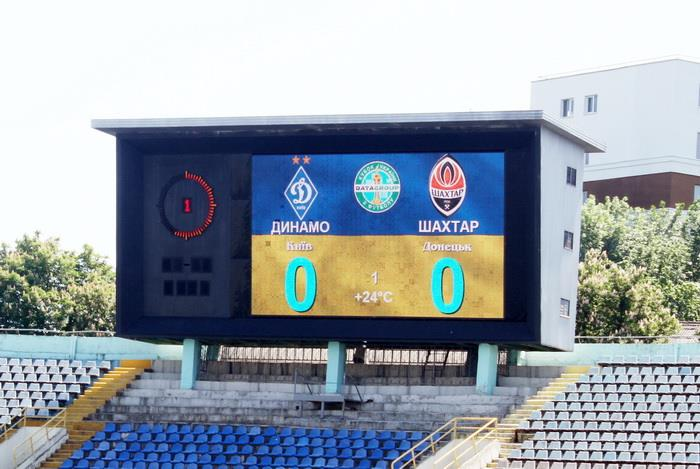